# Dragon Ball Z : Attaque Super Warrior !
Dragon Ball Z : Attaque Super Warrior ! (ドラゴンボールZ 超戦士撃破!!勝つのはオレだ, Doragon Bōru Zetto: Sūpā senshi gekiha!! Katsu no ha ore da, litt. Dragon Ball Z : La Destruction du super guerrier !! La Victoire est à moi), aussi appelé Dragon Ball Z : Bio Broly en français, est un film d’animation japonais réalisé par Yoshihiro Ueda, sorti en juillet 1994.
En France, il est sorti le 16 octobre 1996 avec Dragon Ball Z : Rivaux dangereux sous le titre Dragon Ball Z 2.

## Résumé
L’histoire se déroule peu de temps après la bataille que la famille Son (Son Goten,Son Gohan et Son Goku) a menée contre Broly. Un savant crée une armée de bio-guerriers pour le compte d'un homme riche. Pendant ce temps, C-18 est partie chez Mr Satan pour récupérer l’argent qu’il lui doit pour l’avoir laissé gagner au tournoi des arts martiaux. Mais un homme apparaît chez lui et l’oblige à le suivre. Il propose à C-18 de régler leurs affaires plus tard mais elle préfère le suivre, ce qui contrarie Krilin. Trunks et Son Goten vont se cacher dans le coffre de la voiture que prend C-18 et arriver dans un laboratoire. Nos héros seront de nouveau confrontés au Super Saiyan légendaire mais, cette fois, ce dernier aura une forme quelque peu inattendue…
Avant que Trunks et Son Goten ne découvrent Broly, Jaguar, richissime personnage autrefois vaincu par Mr Satan, tient absolument à prendre sa revanche sur son ancien adversaire. Pour cela, il a demandé à d’éminents scientifiques de concevoir des guerriers issus de la bio-technologie, qui devront affronter Mr Satan et, bien sûr, celui-ci n’a aucune chance face à eux.
Cependant, c’est sans compter la présence de C-18, de Trunks et de Son Goten. En effet, ceux-ci, à la demande de Mr Satan, terrassent leurs adversaires en quelques secondes. Au passage, C-18 n’hésite pas à demander une somme d’argent supplémentaire à Mr Satan, tandis que les deux garçons se battent plutôt par amusement.
Pendant que Jaguar fulmine sur sa défaite, les deux garçons explorent le grand laboratoire. Son Goten remarque alors qu’un des guerriers dans les capsules possède une queue de singe. Ils reconnaissent alors Broly, qui les dévisage à son tour. Ils essayent de détruire sa capsule avant qu’il ne soit prêt à sortir, mais la vision des deux enfants le met en colère et il se libère. C-18, Trunks, Son Goten et Krilin, qui est arrivé entre-temps, tentent de l’éliminer, sans succès. Sa puissance est gigantesque, de même que sa vitesse et ses réflexes. De plus, un liquide biologique corrosif et carnassier se répand dans tout le laboratoire et dissout tout ce qui est biologique, ce qui corse l’affaire de nos amis. Cependant, Trunks a l’idée d’utiliser ce liquide en le faisant tomber sur Broly, assimilé par le liquide qui hérite de tous ses pouvoirs et devient de plus en plus puissant et de plus en plus volumineux. Il est également capable de prendre l’apparence de Broly. Sans solution, nos héros décident de s’échapper de l’île par les airs, le liquide carnassier devenant incontrôlable. Ils remarquent qu’il se solidifie au contact de l’eau. Son Goten, Trunks et Krilin envoient alors une puissante vague déferlante dans la mer, envoyant ainsi une énorme quantité d’eau sur l’île, ce qui fige la totalité du liquide. Broly refait une apparition via le liquide qui prend son apparence, mais, à son tour, il se solidifie. Les deux enfants lui donnent alors le coup de grâce.

## Fiche technique
- Titre original : ドラゴンボールZ 超戦士撃破!!勝つのはオレだ (Doragon Bōru Zetto: Sūpā senshi gekiha!! Katsu no ha ore da)
- Titre français : Dragon Ball Z : Attaque Super Warrior !
- Titre alternatif : Dragon Ball Z : Bio Broly
- Réalisation : Yoshihiro Ueda
- Scénario : Takao Koyama, adapté du manga Dragon Ball d’Akira Toriyama
- Musique : Shunsuke Kikuchi
- Société de production :  Toei Animation
- Pays d’origine :  Japon
- Format : Couleur
- Genre : Aventure, fantastique
- Durée : 46 minutes
- Date de sortie :  9 juillet 1994,   16 octobre 1996

## Distribution
- Tomohisa Asō (VF : ?) : Scientifique
- Fūrin Cha (VF : Philippe Catoire) : Prêtre Maloja
- Hisao Egawa (VF : ?) : Scientifique
- Keiji Fujiwara (VF : Jean-Luc Kayser) : Maurice
- Daisuke Gōri (VF : Frédéric Bouraly) : Mr Satan
- Miki Itō (VF : Brigitte Lecordier) : C-18
- Takeshi Kusao (VF : Brigitte Lecordier) : Trunks
- Masako Nozawa (VF : Brigitte Lecordier) : Son Goten
- Masako Nozawa (VF : Thierry Redler) : Son Goku
- Masaharu Satō (VF : Raoul Guillet) : Docteur Collie
- Bin Shimada (VF : Thierry Redler) : Broly
- Tomiko Suzuki (VF : Brigitte Lecordier) : Maron
- Mayumi Tanaka (VF : Claude Chantal) : Krilin
- Naoki Tatsuta (VF : Michel Lasorne) : Lord Jaguar
- Naoki Tatsuta (VF : ?) : Bubbles
- Jōji Yanami (VF : Georges Lycan) : Narrateur
- Yoshiyuki Yukino (VF : ?) : Scientifique
- ? (VF : Claude Chantal) : Nina

## Autour du film
Ce film est sorti dans la Toeï Anime Fair de juillet 1994. L’histoire se passe juste après le Tenkaichi Budokai. On voit même une scène où C-18 va chercher son dû auprès de Mr Satan.
Durant sa sortie en France, une scène du film a été censurée, celle où Trunks fait un doigt d’honneur à Broly.
Ce film est d'une grande originalité de par les protagonistes qu'il met en scène. En effet, l'absence de Son Goku, Végéta et Son Gohan  sur le champ de bataille n'a échappé à personne. Toute l'attention est ici focalisée sur la nouvelle génération très prometteuse incarnée par Son Goten et Trunks. De plus les héros de ce film sont de puissants guerriers qui ont généralement un rôle mineur. Ainsi, Trunks et Son Goten n'ont généralement d’intérêt aux combats que dans la mesure où ils donnent naissance à Gotenks grâce à la fusion. Or ici il n'est jamais question de fusion. C'est le seul moment de tout l'univers Dragon Ball où Trunks et Son Goten sont présentés comme les héros d'une bataille importante sans jamais qu'il ne soit question de fusionner.